# Sphenometopa tergata
Sphenometopa tergata är en tvåvingeart som först beskrevs av Daniel William Coquillett 1895.  Sphenometopa tergata ingår i släktet Sphenometopa och familjen köttflugor. Inga underarter finns listade i Catalogue of Life.